# DF Agro (Синьків)
«DF Agro» (Синьків) — тепличний комплекс у селі Синьків Заліщицького району Тернопільської області. Належить до корпорації Group DF українського олігарха Дмитра Фірташа.

## Виробництво
«DF Agro» щорічно виробляє 4000 тонн томатів, 1,55 тисячі тонн перцю і 350 тонн огірків. Інвестором комплексу є український олігарх, голова Федерації роботодавців України, уродженець Синькова Дмитро Фірташ.
У комплексі щорічний врожай томатів становить 70 кг/м², перцю — 40 кг/м². Середня врожайність всіх культур становить 58 кг/м².
У теплицях використовують цілодобове підсвічування рослин, крапельний полив. Подачу добрив і мінералів, підтримку температури здійснює комп'ютер.
Роботу господарства забезпечують близько 200 працівників.

## Історія
Будівництво комплексу почалося в листопаді 2011 року. 21 вересня 2012 року відкрито першу чергу комплексу площею 10 га.

## Виноски
1. ↑  «DF Agro» открыл первую очередь тепличного комплекса[недоступне посилання з червня 2019]
2. ↑  Дмитрий Фирташ открыл в своем родном селе Синьков огромную современную теплицу
3. ↑  Сьогодні «DF Agro» (Синьків) — це найсучасніший тепличний комплекс в Україні. Архів оригіналу за 23 січня 2018. Процитовано 28 вересня 2012.
4. ↑  Фирташ строит маленькую Голландию [недоступне посилання з серпня 2019]
5. ↑  Бізнес і влада повинні напрацювати комплексний підхід до розвитку АПК і сільських територій[недоступне посилання з червня 2019]